# Jean Ladislas Polereczky
Jean Ladislas Polereczky (magyarul: Polereczky János László, szlovákul: Ján Ladislav Polerecký; Molsheim, Elzász, 1748. szeptember 4. – Dresden, Maine, 1830. június 8.) francia huszártiszt. A francia huszárezredet szervező Polereczky András fia, az amerikai függetlenségi háború résztvevője.

## Élete
Jean Ladislas 1748 szeptember 4-én született Polereczky András magyar származású francia huszártiszt és az elzászi Marie Francoise Margueritte de Hasselt gyermekeként Molsheimben. Apja családja eredetileg Besztercebányáról származott, hiszen nagyapja, Polereczky Mátyás ott volt ruhakereskedő, majd a kurucok közé állt és II. Rákóczi Ferenc őrnagyaként szolgált. A Rákóczi-szabadságharc bukása után emigrációba kényszerült és két fia, András és ifjabb Mátyás még gyerekként kerültek Franciaországba. András a franciáknál az André Poleretzky de Polereka nevet vette fel. A Polereka nevet vélhetően a család eredetét mutató, Turóc vármegyében található kicsiny falu, Polerieka miatt használták. Polereczky András kezdetben az első számot viselő Bercsényi huszárezredben szolgált, majd ahogy emelkedett a ranglétrán úgy elérte, hogy egy új huszárezred szervezésébe is bevonták. Ez volt a francia hadsereg második huszárezrede. Az ezred részt vett a franciák oldalán az osztrák örökösödési háborúban. Fiai Jean Ladislas és bátyja François Phillipe is a katonai hivatást választották. Ugyanebben az ezredben lettek huszártisztek és bátyja egészen a tábornoki rangig jutott.

### Az amerikai kaland
Jean Ladislas őrnagyként szolgált a francia huszároknál, amikor elhagyta anyaalakulatát, feladta franciaországi életét és elhagyta feleségét is. Az amerikai függetlenségi háborút támogató expedíciós erőkhöz került egy izgalmasnak tűnő és nagy kihívást jelentő katonai misszióba. Armand Louis de Gontaut Lauzun hercegét nevezték ki főparancsnoknak és róla nevezték el őket Lauzuni légiónak. A légió egy lövészezredből, kisebb tüzérségi ütegekből és két könnyű lovas századból egy svadron dzsidásból és egy svadron huszárból állt. Poleretzky őrnagy a huszárokhoz került és itt magyar tiszttársa is akadt Benyovszky Ferenc hadnagy személyében, aki gróf Benyovszky Móricnak, a világhírű magyar utazónak és kalandornak az öccse. A légió szervezési sajátossága volt, hogy kímélendő a francia vért legénységi állományát nem franciák adták, így például a huszárok java része magyar, a dzsidások pedig lengyelek voltak. 
Amerikába érkezésük után egy évig nem kerültek bevetésre egészen 1771 nyaráig. Ekkor az amerikaiak a még mindig angol kézen lévő New Yorkot tervezték bevenni. A francia huszárok itt kerültek először harci alkalmazásra és a brit lovassággal vívtak ütközetet Fort Washington mellett. A harc során Poleretzky őrnagy lovát egy ellenséges lövedék megölte, ám neki nem esett baja. A csatát egyébként a britek nyerték, de az itt harcoló francia huszárok bátorságát senki sem kérdőjelezte meg. 
Más csatákban történeti források nem említik nevét, ellenben francia tiszttársa Claude-Etienne Hugau alezredes visszaemlékezésében nem sok jót írt róla, hiszen arról számolt be, hogy nem szívesen ült vele egy asztalhoz, mert gondja volt a katonai és az anyagi fegyelemmel is és ezekért katonai fenyítést is kapott.  
Az angol kapitulációt (1781) követően hazautazott Elzászba és leszerelt a hadseregtől. 1782-ben visszatért az Amerikai Egyesült Államokba, ahol Bostonban élt a francia államtól biztosított kevéske jövedelméből. 1785-ben farmot vásárolt Maine államban Pownalboroughban (ma Dresden). 1788-ban másodszor is házasságot kötött. Több különböző igazgatási beosztásban dolgozott, például Seguin Island-en volt világítótorony kezelő, majd végül visszatért Dresdenbe és tizenöt évig a város jegyzője volt. Szerény anyagi körülmények között élt, habár többször is kérelmezte, hogy kaphasson amerikai állami nyugellátást, mint a függetlenségi háború veteránja. A várva várt nyugdíj egyetlenegyszer érkezett meg részére 1830-ban, de ő ezt már nem érhette meg, hiszen június 8-án elhunyt.